# آرمن چاکماکیان
آرمن چاکماکیان (ارمنی: Արմեն Չաքմաքյան؛ انگلیسی: Armen John Chakmakian؛ زادهٔ ۱۱ فوریهٔ ۱۹۶۶) موسیقی‌دان، آهنگساز، موسیقی‌دان و تهیه‌کننده موسیقی سبک جاز ارمنی‌تبار اهل ایالات متحده آمریکا است. چاکماکیان در طول دوران فعالیتش، با اجرای آثار بسیاری در سبک‌های مختلف از جمله جاز، موسیقی عالی، سینمایی و تلویزیونی، شناخته شده است.

## زندگی‌نامه
وی در ۱۱ فوریهٔ ۱۹۶۶ ‏در گلندیل، کالیفرنیا به دنیا آمد .